# Licmophorales
Ordre
Les Licmophorales sont un ordre d'algues de l'embranchement des Bacillariophyta  et de la classe des Bacillariophyceae.

## Systématique
L'ordre des Licmophorales a été créé en 1990 par le botaniste et phycologue britannique Frank Eric Round (d) (1927–2010).

## Description
Les cellules des Licmophorales sont hétérovalvaires (valves de formes différentes) et il y a ainsi un frustule « arrière » qui est celui qui possède une structure appelée « rimoportule ».
Les frustules sont également hétéropolaires (sommets de formes différentes) et sont donc composées d'un côté gauche et d'un côté droit. 
L'épithèque du genre Licmophora (c'est-à-dire la moitié mature du frustule) a un cingulum comprenant cinq copules (une valvocopule et quatre plèvres).

## Liste des familles
Selon AlgaeBase (4 mai 2022) :
- Licmophoraceae Kützing, 1844
- Ulnariaceae E.J.Cox, 2015